# Newfoundland Rock Rugby Football Club
Maillots
Dernière mise à jour : 26 mai 2015.
Le Newfoundland Rock est une équipe de rugby canadien, dont les joueurs sont issus de la Newfoundland Rugby Union, qui a évolué dans la Rugby Canada Super League. Il est basé à Saint-Jean (Terre-Neuve-et-Labrador, en anglais Newfoundland). Le club, fondé en 1984, joue au Swilers Rugby Park à St. John's.

## Histoire
En 1998, la fédération nationale de rugby à XV, Rugby Canada, et les fédérations provinciales se mirent d'accord pour créer la Rugby Canada Super League. Dix fédérations provinciales (et des comités dépendant de celles-ci) furent invitées à concourir dans cette ligue nationale semi-professionnelle.

## Palmarès
- Champions du Canada en 2005, 2006 et 2008.

## Liens
- (en) Site officiel